# Keep Me in Mind
"Keep Me In Mind" ("Tem-me em conta") foi a canção que representou Malta no Festival Eurovisão da Canção 1995 que se realizou em 13 de maio de 1995, em Dublin, na Irlanda.
A referida canção foi interpretada em inglês por Mike Spiteri. Foi a vigésima-segunda canção (penúltima) a ser interpretada na noite do evento, a seguir à canção israelita "Amen", interpretada por Liora e antes da canção grega "Pia Prosefhi", cantada por Elina Konstantopoulou. A canção maltesa terminaria em décimo lugar, conquistando um total de 76 pontos. No ano seguinte, em 1996,  Malta seria representada com a canção "In a Woman's Heart", interpretada por Miriam Christine.

## Autores
Autores da canção "Keep Me In Mind":
- Letrista: Alfred C. Sant
- Compositor: Ray Agius
- Orquestrador: Ray Agius

## Letra
A canção é uma balada, inspirada na música soul que Spiteri envia a uma sua antiga amante. Ela canta que os dois estão separados, mas apela para que ela o tenha em mente e pergunta-lhe se ela se sente sozinha, porque como ele dizno final "Tu estás no meu coração".